# Noyal-Muzillac
Pour les articles homonymes, voir Noyal.
Noyal-Muzillac [nwajal myzijak] est une commune française située dans le département du Morbihan, en région Bretagne. Elle fait également partie des 12 communes de l'intercommunalité Arc Sud Bretagne et de l'arrondissement de Vannes.
En 1999, la commune a obtenu le label Communes du patrimoine rural de Bretagne pour la richesse de son patrimoine architectural et paysager.

## Géographie

### Situation
| Berric   | Questembert    | Limerzel  |
| Lauzach  | Noyal-Muzillac | Le Guerno |
| Muzillac |                | Marzan    |

### Hydrographie
Pour un article plus général, voir Réseau hydrographique du Morbihan.
La commune est située dans le bassin Loire-Bretagne. Elle est drainée par le Saint-Éloi, le Mazan, le Pont Noyal, le ruisseau du Pont Pily, le Kervily, le Plat d'Or, le Pont de Coléno, le ruisseau de Trébénan et divers autres petits cours d'eau,.
Le Saint-Éloi, d'une longueur de 37 km, prend sa source dans la commune de La Vraie-Croix et se jette  dans l'Océan Atlantique en limite d'Ambon et de Billiers, après avoir traversé six communes. 

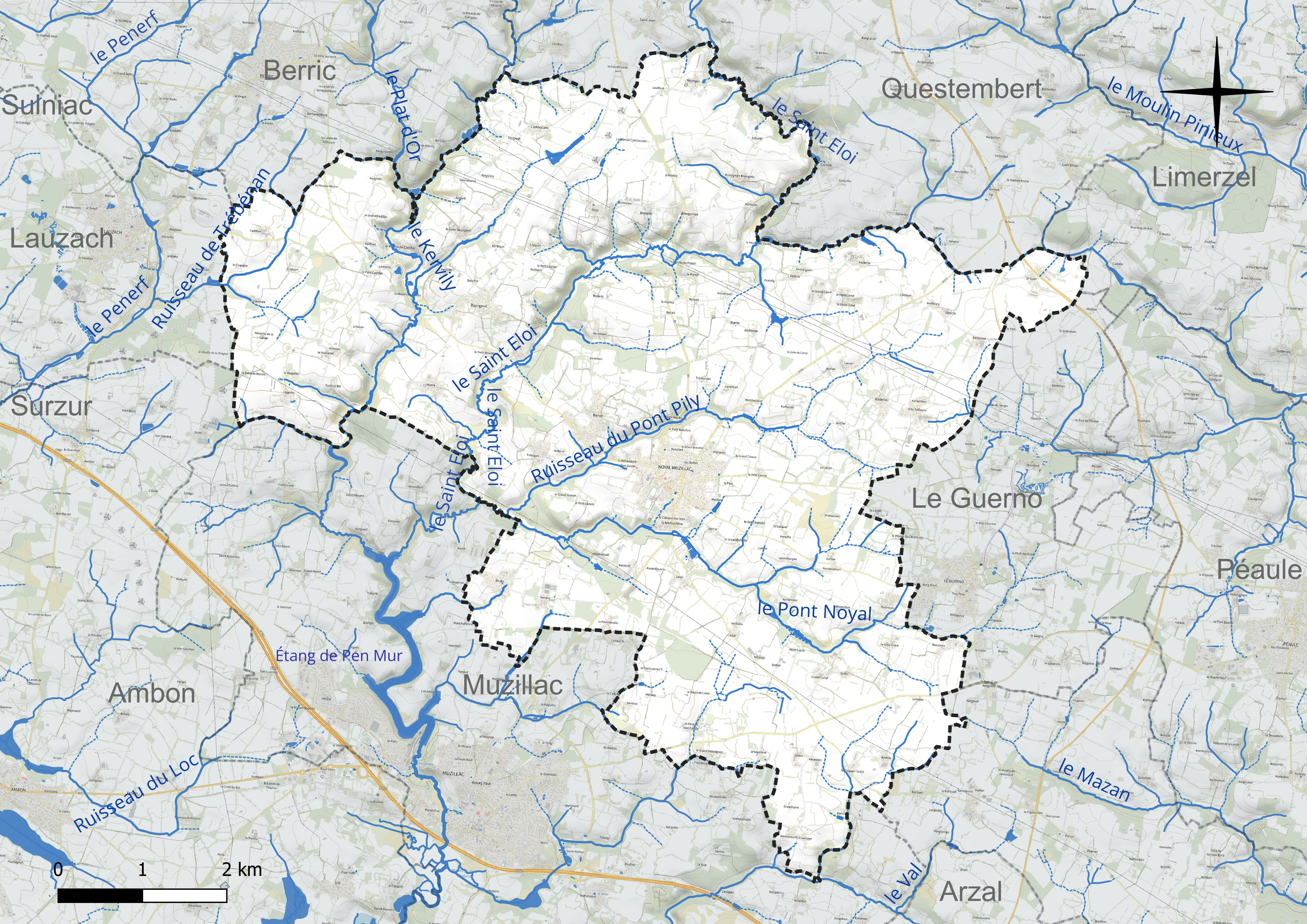
Réseau hydrographique de Noyal-Muzillac.

### Climat
Pour des articles plus généraux, voir Climat de la Bretagne et Climat du Morbihan.
En 2010, le climat de la commune est de type climat océanique franc, selon une étude du CNRS s'appuyant sur une série de données couvrant la période 1971-2000. En 2020, Météo-France publie une typologie des climats de la France métropolitaine dans laquelle la commune est exposée à un climat océanique et est dans la région climatique  Bretagne orientale et méridionale, Pays nantais, Vendée, caractérisée par une faible pluviométrie en été et une bonne insolation. Parallèlement l'observatoire de l'environnement en Bretagne publie en 2020 un zonage climatique de la région Bretagne, s'appuyant sur des données de Météo-France de 2009. La commune est, selon ce zonage, dans la zone « Intérieur », exposée à un climat médian, à dominante océanique.  
Pour la période 1971-2000, la température annuelle moyenne est de 11,9 °C, avec une amplitude thermique annuelle de 12,3 °C. Le cumul annuel moyen de précipitations est de 852 mm, avec 12,7 jours de précipitations en janvier et 6,3 jours en juillet. Pour la période 1991-2020, la température moyenne annuelle observée sur la station météorologique la plus proche, située sur la commune de Billiers à 7 km à vol d'oiseau, est de 12,4 °C et le cumul annuel moyen de précipitations est de 839,9 mm,. Pour l'avenir, les paramètres climatiques de la commune estimés pour 2050 selon différents scénarios d'émission de gaz à effet de serre sont consultables sur un site dédié publié par Météo-France en novembre 2022.

## Urbanisme

### Typologie
Au 1er janvier 2024, Noyal-Muzillac est catégorisée bourg rural, selon la nouvelle grille communale de densité à sept niveaux définie par l'Insee en 2022.
Elle est située hors unité urbaine et hors attraction des villes,.

### Occupation des sols
L'occupation des sols de la commune, telle qu'elle ressort de la base de données européenne d’occupation biophysique des sols Corine Land Cover (CLC), est marquée par l'importance des territoires agricoles (90,6 % en 2018), en diminution par rapport à 1990 (91,6 %). La répartition détaillée en 2018 est la suivante : 
terres arables (49,8 %), zones agricoles hétérogènes (30,6 %), prairies (10,2 %), forêts (7,1 %), zones urbanisées (1,8 %), milieux à végétation arbustive et/ou herbacée (0,5 %). L'évolution de l’occupation des sols de la commune et de ses infrastructures peut être observée sur les différentes représentations cartographiques du territoire : la carte de Cassini (XVIIIe siècle), la carte d'état-major (1820-1866) et les cartes ou photos aériennes de l'IGN pour la période actuelle (1950 à aujourd'hui).

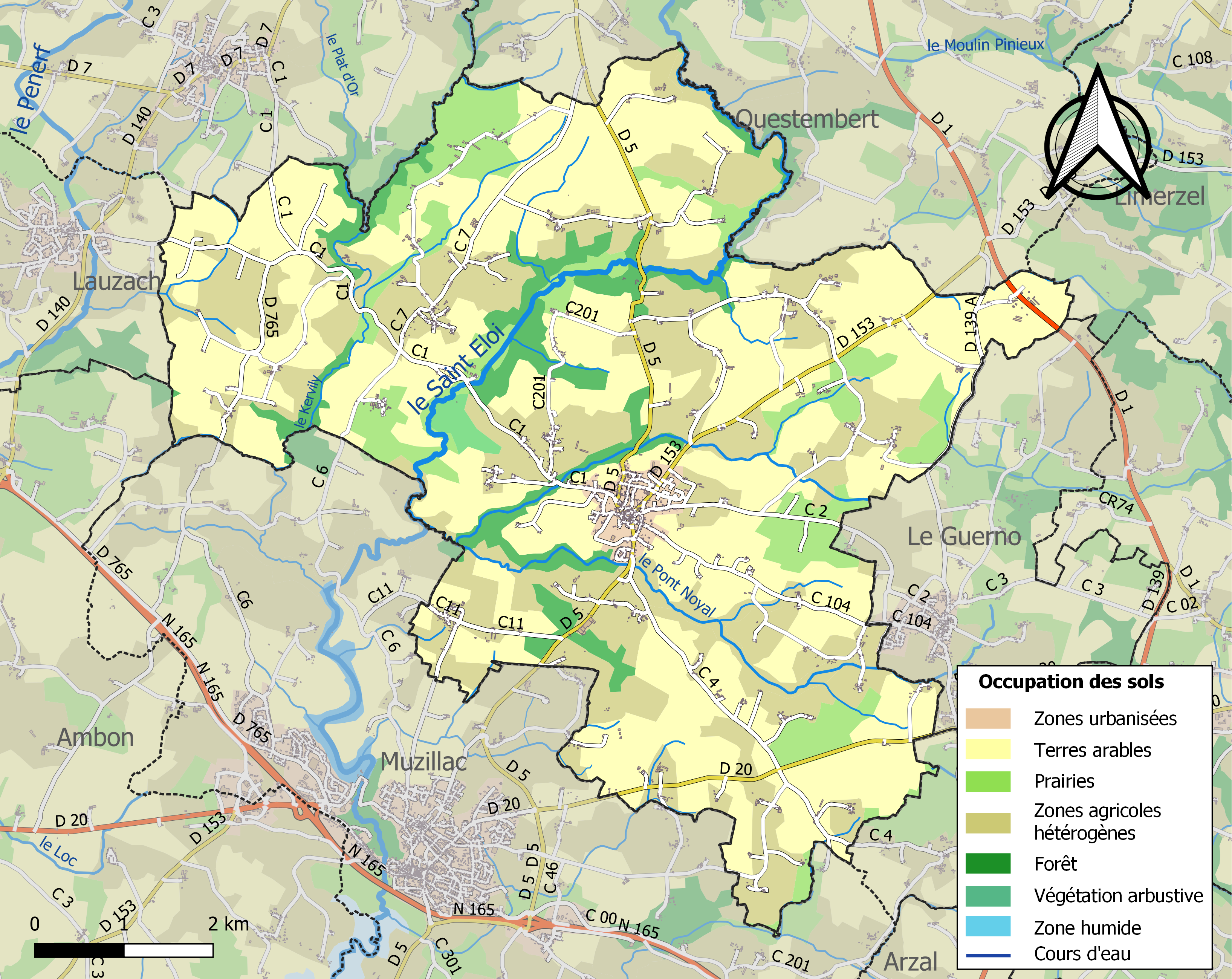
Carte des infrastructures et de l'occupation des sols de la commune en 2018 (CLC).

## Toponymie
Le nom de la localité est attesté sous les formes Nuial en 1066, Nuial Plebs au XIIe siècle, Noéal en 1252, Nuail prope Misuilhac  en 1287 et Noyal au XVe siècle.
Il s'agit d'un toponyme d'origine gauloise dérivé de l’étymon nouioialon, désignant une terre nouvellement défrichée.
Nouya en gallo.

## Histoire

### Préhistoire et Antiquité
Des fouilles effectuées au XIXe siècle ont mis au jour des sites de la Préhistoire et de la période romaine comme des voies et des éléments d'une villa.

### Moyen-Âge
Après la chute de l'Empire romain, lors des migrations bretonnes, les premières paroisses apparaissent. C'est probablement à cette époque qu'est fondée la paroisse avec pour patron saint Martin de Tours.
L'époque féodale vit de nombreux seigneurs s'implanter sur les terres noyalaises. Manoirs et maisons de notables vont être érigés en campagne comme dans le bourg.

### Révolution française
La période révolutionnaire conduira assez tôt les Noyalais à soutenir le parti des Blancs et plus particulièrement la Chouannerie. Les troupes de Le Batteux viendront d'ailleurs punir ces habitants lors d'une expédition punitive sanglante en 1793.

### LeXIXesiècle
En 1802 est né à Noyal-Muzillac Julien Daniélo, littérateur qui se fera connaître dans le milieu littéraire parisien. Il sera le dernier secrétaire de François-René de Chateaubriand (1768-1848). Julien Daniélo décèdera à Paris en 1869.
En 1862 une épidémie de fièvre typhoïde fit 15 victimes à Noyal-Muzillac.
Des apparitions mariales ont été rapportées près du village de Kerio en 1874. La chapelle Notre-Dame de Kério a été élevée sur le site.

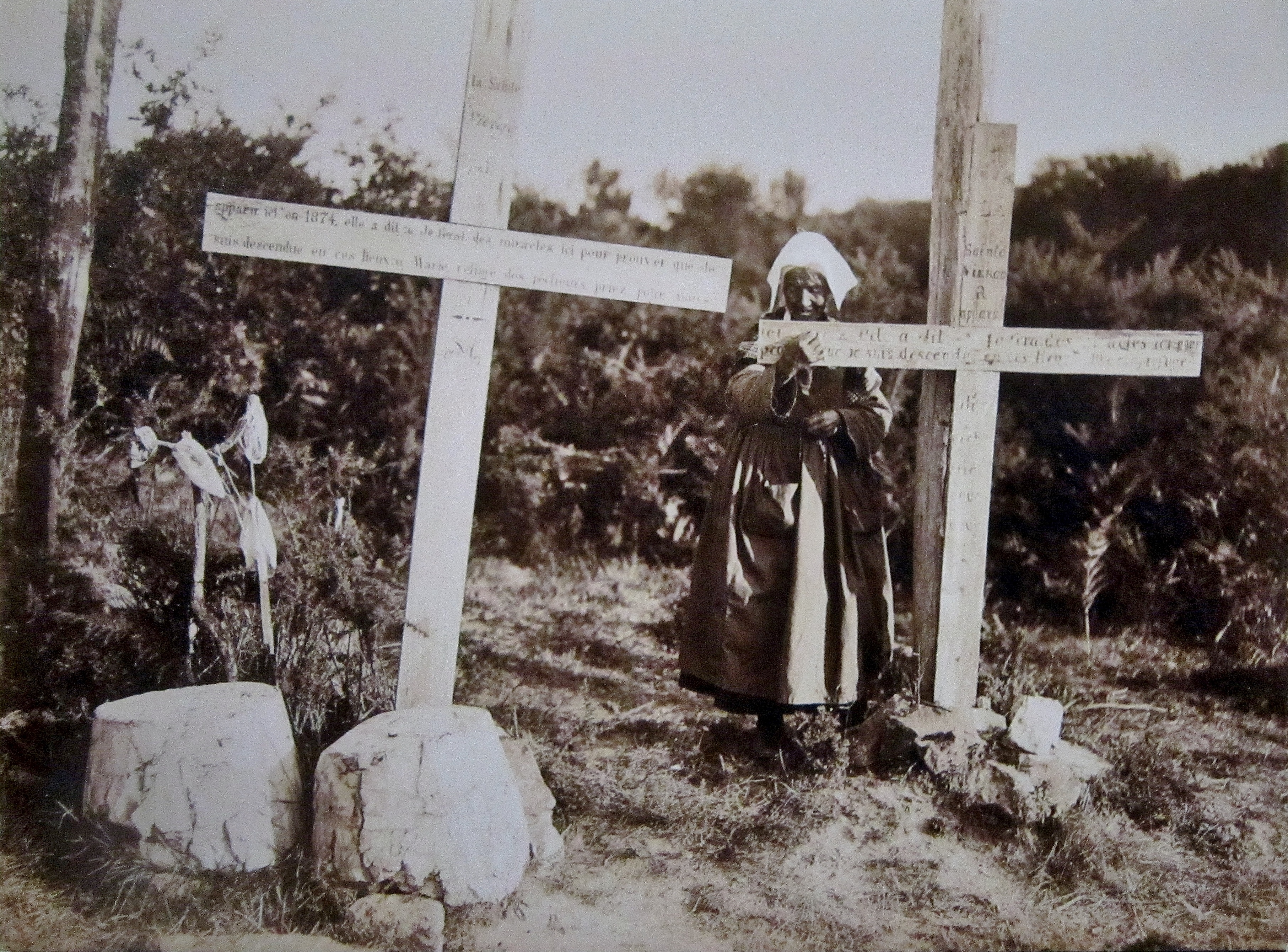
Invocations sur les tombes de personnes pieuses dans le cimetière de Noyal-Muzillac (vers 1903, Charles Géniaux [ou peut-être Paul Géniaux]).

## Politique et administration
| Période                                  | Période   | Identité          | Étiquette | Qualité                                                     |
| ---------------------------------------- | --------- | ----------------- | --------- | ----------------------------------------------------------- |
| 1944                                     | 1971      | François Laudrain |           |                                                             |
| mars 1971                                | mars 1983 | Henri Surzur      |           |                                                             |
| mars 1983                                | mars 2001 | Paul Laudrain     |           | Dentiste Président de la CC du pays de Muzillac (1998-2001) |
| mars 2001                                | mars 2014 | Yvon Bernard      | DVG       |                                                             |
| mars 2014 Réélu en 2020                  | En cours  | Patrick Beillon   | SE        | Agriculteur 7e vice-président de la CC Arc Sud Bretagne     |
| Les données manquantes sont à compléter. |           |                   |           |                                                             |

## Démographie
L'évolution du nombre d'habitants est connue à travers les recensements de la population effectués dans la commune depuis 1793. Pour les communes de moins de 10 000 habitants, une enquête de recensement portant sur toute la population est réalisée tous les cinq ans, les populations de référence des années intermédiaires étant quant à elles estimées par interpolation ou extrapolation. Pour la commune, le premier recensement exhaustif entrant dans le cadre du nouveau dispositif a été réalisé en 2005.

En 2022, la commune comptait 2 548 habitants, en évolution de +0,91 % par rapport à 2016 (Morbihan : +3,82 %, France hors Mayotte : +2,11 %).
| 1793  | 1800  | 1806  | 1821  | 1831  | 1836  | 1841  | 1846  | 1851  |
| ----- | ----- | ----- | ----- | ----- | ----- | ----- | ----- | ----- |
| 1 977 | 2 653 | 2 300 | 2 369 | 2 329 | 2 378 | 2 273 | 2 347 | 2 395 |

| 1856  | 1861  | 1866  | 1872  | 1876  | 1881  | 1886  | 1891  | 1896  |
| ----- | ----- | ----- | ----- | ----- | ----- | ----- | ----- | ----- |
| 2 343 | 2 385 | 2 420 | 2 409 | 2 415 | 2 435 | 2 454 | 2 368 | 2 345 |

| 1901  | 1906  | 1911  | 1921  | 1926  | 1931  | 1936  | 1946  | 1954  |
| ----- | ----- | ----- | ----- | ----- | ----- | ----- | ----- | ----- |
| 2 278 | 2 272 | 2 250 | 2 076 | 2 130 | 2 102 | 2 008 | 1 890 | 1 838 |

| 1962  | 1968  | 1975  | 1982  | 1990  | 1999  | 2005  | 2006  | 2010  |
| ----- | ----- | ----- | ----- | ----- | ----- | ----- | ----- | ----- |
| 1 781 | 1 682 | 1 640 | 1 772 | 1 864 | 1 920 | 2 193 | 2 225 | 2 480 |

| 2015  | 2020  | 2022  | - | - | - | - | - | - |
| ----- | ----- | ----- | - | - | - | - | - | - |
| 2 531 | 2 520 | 2 548 | - | - | - | - | - | - |

## Culture et patrimoine

### Lieux et monuments

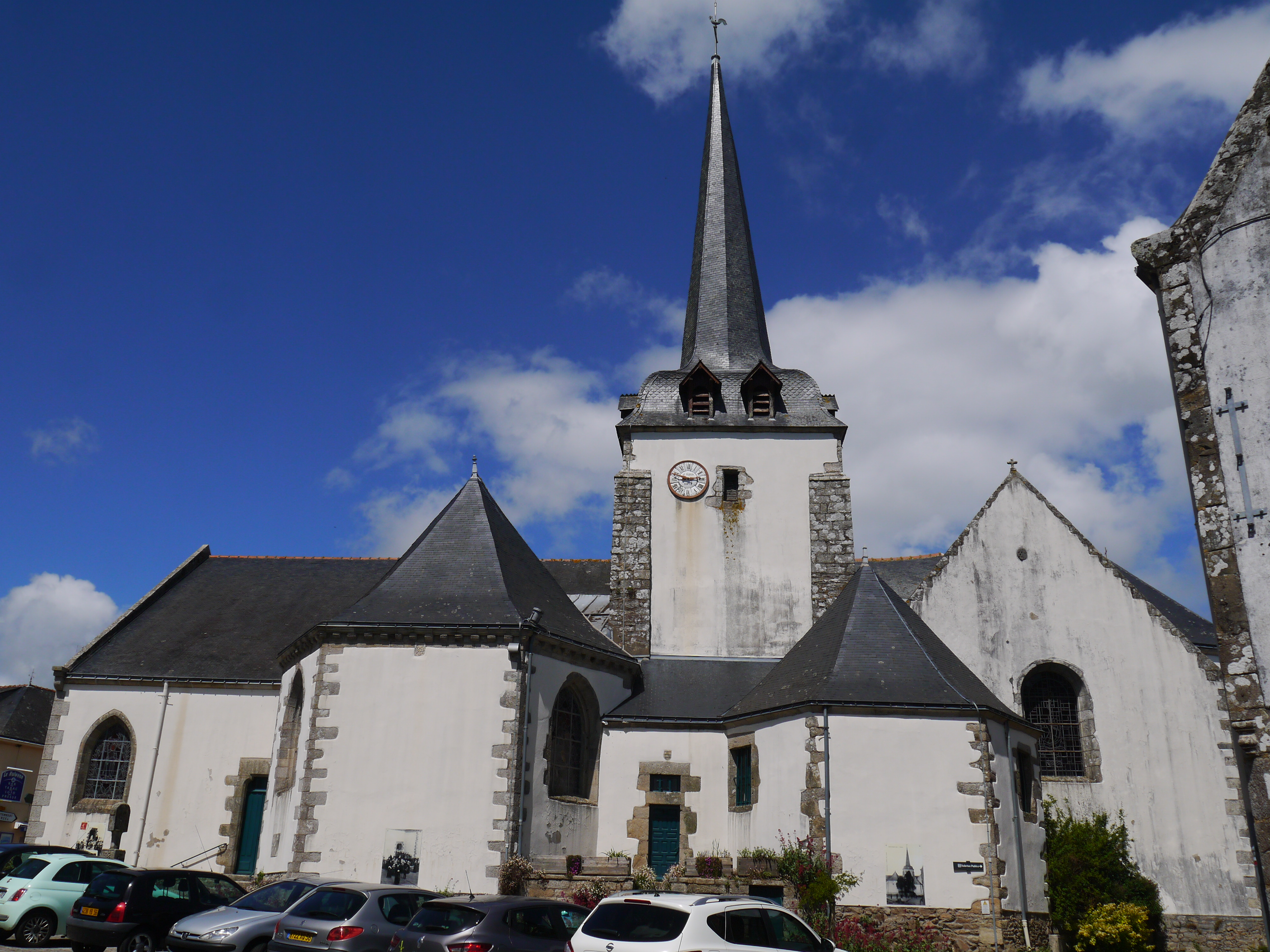
église de Noyal-Muzillac
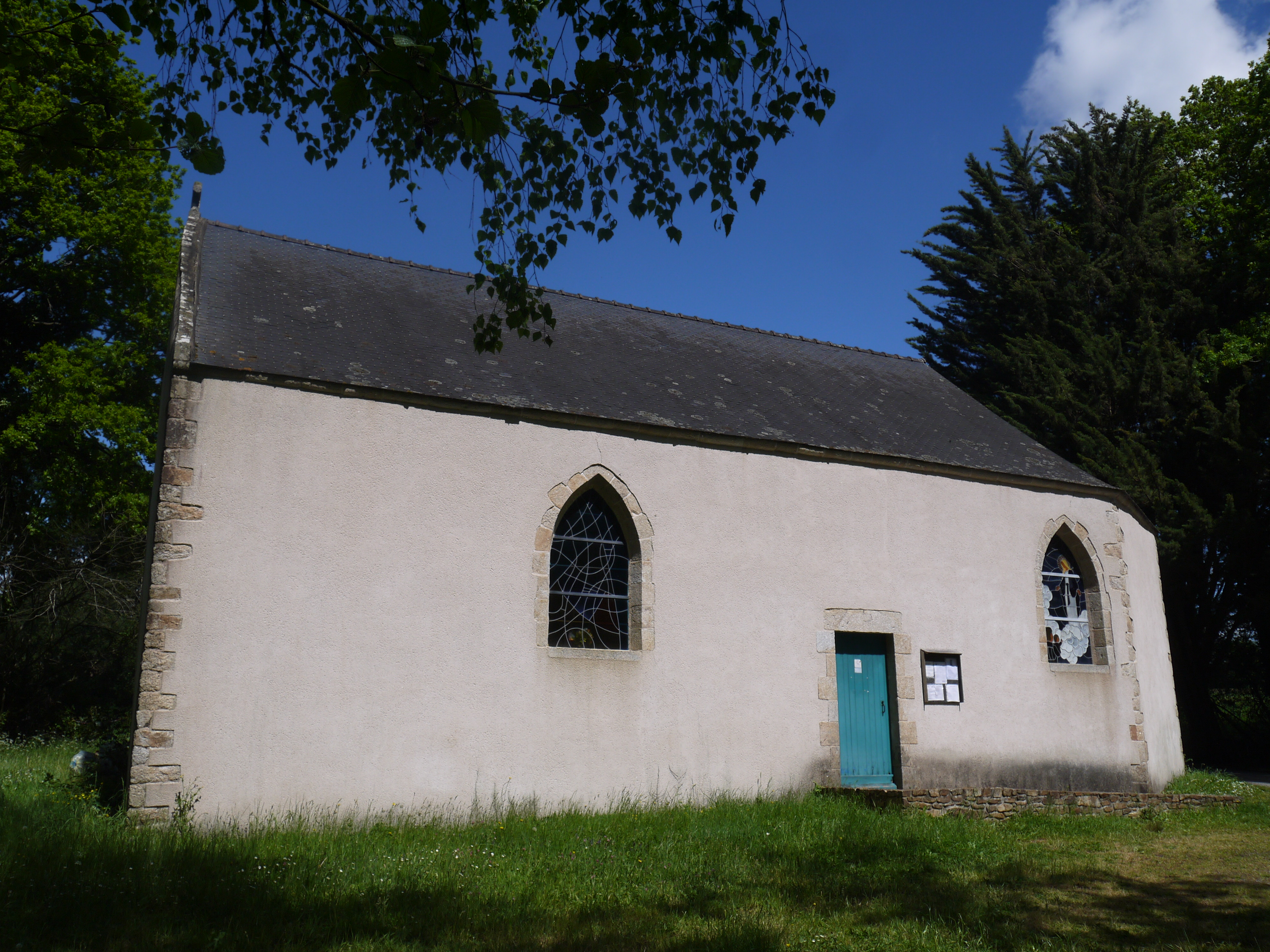
La chapelle Notre-Dame de Kério

- Église Saint-Martin, qui conserve de l'époque romane quelques voûtes datées du XIe siècle. La période gothique du XVe siècle est également très présente avec d'imposantes arcades ogivales et des chapiteaux aux motifs variés. La nef et le chœur sont enrichis de remarquables tableaux du XVIIe siècle. Sa chapelle du Rosaire, au sud, possède également un imposant tableau de 1819.
- Chapelle de Benguë : elle est désignée au XVIIIe siècle comme Notre-Dame-de-la-Bénédiction. Cet édifice rectangulaire est agrémenté d'une sacristie à trois pans accolée au sud et datée de 1768. En 1793, la chapelle a été incendiée par le républicain Le Batteux lors d'une expédition punitive contre des actes de chouannerie. La chapelle conserve un retable en pierre blanche caractéristique du XVIIIe.
- Chapelle Notre-Dame de Kério (lieu des apparitions de 1874).
- Chapelle de Brangolo : son nom « Brangolo », peut se traduire par « les lumières sur la colline ». Cet édifice porte, au nord, la date de 1590 et a connu des travaux également au XVIIe siècle. L'intérieur conserve des statues et des peintures murales des XVIIe et XVIIIe siècles probablement.
- Le bourg conserve de nombreuses résidences nobiliaires et de notables des XVIe et XVIIe siècles aux imposantes lucarnes Renaissance dont la Maison du Patrimoine édifiée en 1602 par maître François Mourault, notaire de la juridiction de Cohignac en Berric.

### Héraldique
|  | Les armoiries de Noyal-Muzillac se blasonnent ainsi : Mi-tranché : au 1, de gueules au léopard lionné d’hermine, au 2 d’argent à trois fasces de sable. (Armes des familles de Muzillac et de Noyal ). |